# باغ زرد
 باغ زرد ، هي من قرى السهل الجنوبي لضيعة كوخرد، قرية زراعية عامرة ملاصقة لبادية كوخرد الجنوبية، تابعة لناحية كوخرد  (بالفارسية: بخش كوخرد)  من توابع مدينة بستك في محافظة هرمزگان في جنوب إيران. وكلمة: « باغ » كلمة فارسية تعني « البستان » وكذلك كانت تسمى في الماضي « باغ حاجي جعفر گَپ » نسبتاً لبانيها:( الحاج جعفر الكبير ) سليل عائلة آلجعافرة. وهو الذي شيد السد الكبير المسمى بــسد بز في وادي بست گز.

## حدود باغ زرد
من الشمال: نهر مهران، ومن الجنوب هضبة « تنب جلالی »، ومن الغرب سهل جابر، ومن الشرق تنتهي ب سهل مدي آباد.

## آثار باغ زرد
آثار باغ زرد تـتمثل في سدها التاريخي سد بز، الذي شيدها الحاج جعفر الكبير عام 1100 للهجرة. كذلك من آثارها أيضاً عيون صناعية في بطن الوادي الذي شيدها الحاج جعفر، وكانوا يسمونه « چَشکَ ». وچَشکَ لفظة فارسية معناعا (العين)، ومبنية من الحجر والصاروج، وأيضاً كان يسمونه « چَشکَ سَدبُز »، وكان المزارعون يخزنون مياه سد بز خلف چَشکَ حتى تصفى من الوحل والشوائب، ومن ثم يسقون مزارع البر (1) والشعير والنخيل بمياه صافية ونقية. كذلك بها آثار لمنازل « قبيلة آل جعفر ». وآثار لمنازل « قبيلة آلرشيد » في مدعاجون القريبة من باغ زرد.
- يقول في ذلك الشاعر الحاج يوسف بن جعفر هذه الأبيات الجميلة:

- كذلك قال الشاعر «راستي» هذه الأبيات بالفارسية :

- وأخيرا قال محمد محمديان هذه الأبيات في وصف باغ زرد وسدها التاريخي:

- البُر : هو القمح والواحدة منها (بُرةَ) والخبز بقال له (ابن بُرةَ).
- البَر : هو اليابسة أي عكس البحر والنهر.
- البـِر : هو الخير والطاعة والصدق، ونقول بر والده أي أطاعة، وجمعها ابرار.

## موقع باغ زرد عل خارطة غوغل ماب
- موقع باغ زرد على: Google Maps

## فهرست المصادر والمراجع
- الكوخردى، محمد، بن يوسف، (كُوخِرد حَاضِرَة اِسلامِيةَ عَلي ضِفافِ نَهر مِهران kookherd، an Islamic District on the bank of Mehran River) الطبعة الثالثة، دبي: سنة 1997 للميلاد.
- محمدیان، کوخردی، محمد، “ «به یاد کوخرد» “، ج1. چاپ أول، دبی: سال انتشار 2002 میلادی.(فارسي)
- سلامى، بستكى، احمد.  (بستک در گذرگاه تاریخ)  ج2 چاپ أول، 1372 خورشيدى.
- عباسی، قلی، مصطفی،  «بستک وجهانگیریه»،  چاپ أول، تهران : ناشر: شرکت انتشارات جهان معاصر، سال 1372 خورشیدی.
- محمدیان، كوخردى، محمد،  (شهرستان بستک وبخش کوخرد) ، ج1. چاپ أول، دبی: سال انتشار 2005 میلادی.
- بالود، محمد.  (فرهنگ عامه در منطقه بستک)  ناشر همسايه، چاپ زيتون، انتشار سال 1384 خورشیدی.
- بنى عباسيان، بستكى، محمد اعظم،  « تاريخ جهانگيريه»  چاپ تهران، سال 1339 خورشيدى.
- بختيارى، سعيد، ،  « اتواطلس إيران » ، “ مؤسسه جغرافيايى وكارتگرافى گيتا شناسى، بهار 1384 خورشيدى

## وصلات خارجية
- الادارية لمحافظة هرمزگان
- الادارية لمحافظة هرمزگان (بلده كوخرد)